# Neastacilla nodulosa
Neastacilla nodulosa är en kräftdjursart som beskrevs av Oleg Grigor'evich Kussakin 1982. Neastacilla nodulosa ingår i släktet Neastacilla och familjen Arcturidae. Inga underarter finns listade i Catalogue of Life.